# Sukomulyo (Kajoran)
Sukomulyo is een bestuurslaag in het regentschap Magelang van de provincie Midden-Java, Indonesië. Sukomulyo telt 1780 inwoners (volkstelling 2010).